# Nedra Holmtjärnen (Ore socken, Dalarna, 679979-147390)
Nedra Holmtjärnen är en sjö i Rättviks kommun i Dalarna och ingår i Dalälvens huvudavrinningsområde.